# イ・ジュン
イ・ジュン（本名：イ・チャンソン、이창선、李昌宣1988年2月7日 - ）は、韓国の歌手、俳優である。
2008年から脇役俳優として活動。2009年10月15日にMBLAQのメンバーとしてデビューして活動した。
2014年11月にJ.Tune CAMP事務所との契約満了によりMBLAQを脱退。
2015年Prain TPCと契約し、俳優に完全転向した。

## プロフィール
- 身長：178cm 体重：65kg
- 血液型：A型
- 学歴：慶煕サイバー大学情報通信文化学科
- 家族構成：父、母、姉
- 特技：モダン舞踊、バレエ、ダンス
- 趣味：運動、寝ること

## 来歴
- 2008年から俳優として活動し、2009年に映画｢닌자 어쌔신(ニンジャ・アサシン)｣(RAIN(ピ)演じる雷蔵の子供時代役)でハリウッド映画デビュー。
- 2009年10月からMBLAQ(エムブラック)のメンバーとしてデビュー。メインダンサー。ボーカル担当。
- 2013年初の主演映画｢배우는 배우다(俳優は俳優だ)｣オ・ヨン役を演じ、アイドル初の過激なベッドシーンにも挑戦した。野の花映画賞受賞。
- 2014年TVNドラマ｢갑동이（カプドンイ）｣サイコパスのリュ・テオ役を演じ、その演技力が高く評価された。
- 2014年11月までは歌手とダンサーと俳優とバラエティタレントとして活動し、J.tune campとの契約満了につきMBLAQを脱退した。以降、俳優業に専念する。
- 2015年1月6日 PrainTPCと契約を結び俳優に完全転向した。その年、APAN Star Awards受賞。
- 2017年入隊。
- 2019年の除隊後はラジオDJとして復帰。
- 2021年Netflixでのドラマ出演を皮切りに、途切れることなくドラマへの出演が決定している。

## エピソード
- ソウル芸術高校舞踏科にて本格的に学ぶ。エムブラック時代は、ダンスの表現力の高さと非の打ちどころの無い実力に定評があった。
- 舞踏科時代、担当教師から「舞踏にはまった天才」と言われ、トップの成績で卒業。
- 「演技ドル」（演技ができるアイドル）の先駆け的存在。
- 韓国アイドルが選ぶ「芸術アイドル」１位に選ばれる。
- 素直で純粋、熱くて一生懸命、不器用な性格。
- FNCで俳優練習生時代を過ごしたことがあり、CNBLUEのヨンファと仲が良い。
- ZE:Aのグァンヒと仲が良い。
- SHINeeのオニュと仲が良い。
- 寄付活動に熱心。
- アイドルグループMBLAQとしてデビューしたが、元々は俳優志望でFNC俳優練習生だった。同時期CNBLUEヨンファは歌手練習生で、2人はデビュー前から仲が良かった。
- 実用音楽科の教授の母親がおり、｢ハローベイビー｣やKBS 2TV｢ハッピーサンデー－男子の資格｣、｢私たち結婚しました｣等で度々出演している。
- 「“ディスパッチ(スキャンダルで有名な芸能メディア)”が諦めた芸能人」と言われている。
- ピに｢俺の昔の姿を見ているみたい。行動や目付きまで俺にそっくり｣と言われ、その一言で韓国芸術総合学校を自主退学した。
- 初主演の映画「俳優は俳優だ」はキム・ギドク監督と共にバラエティ番組「強心臓」に出演した縁からキャスティングのきかっけとなった。
- 映画「俳優は俳優だ」でベッドシーンを演じたことについては、「やりたい作品だったので理解して頂きたい。僕が好んで作品をしただけにファンに嫌だと思われたり、悪口を言われたりすることはないと思う」と話している。
- 以前より殺人犯やサイコパスという役を演じてみたいと言っており、ドラマ「カプトンイ」でのサイコパス役での演技が高く評価された。
- 天真爛漫な振る舞い、ぶっとんだキャラクターで笑いをとり、アイドル時代はバラエティにひっぱりだこ。
- バラエティとは別人のような顔をドラマや映画で表現。演技の能力が多方面から高く評価されている。
- 20代俳優として実力と人気がトップに位置する中、2017年10月入隊。陸軍一等訓練兵士として終了（184人中1位）2019年12月除隊。

## 出演
※主演作品の役名は太字

### テレビドラマ
- その方がいらっしゃる（2008年、MBC、原題『그분이 오신다』） - イ·ジェヨンの友人役
- ママはアイドルに夢中（2010年、MBC秋夕特別ドラマ） - ジュン役
- ジャングルフィッシュ2（2010年、KBS2） - アン・バウ役
- サラリーマン楚漢志（2012年、SBS） - アイドルスター役カメオ出演
- ファントム（2012年、SBS、原題『유령』） - 特別出演、通行人役
- K-POP最強サバイバル（2012年、チャンネルA） - "m1"メンバー役 カメオ出演
- 天女がいなきゃ?!（2012年、KBS2） - イ・ジュン役
- IRIS-アイリス2-（2013年、KBS2） - ユン・シヒョク役
- カプトンイ 真実を追う者たち（2014年、TVN） - リュ・テオ役
- Mr.Back ～人生を二度生きる男～（2014年、MBC） - 準主役 チェ・デハン役
- ピノキオ（2015年、SBS）19話カメオ出演、FAMA役
- 風の便りに聞きましたけど!?（2015年、SBS） - 主役ハン・インサン役
- 幽霊は何してるんだ（2015年、KBS 2TV短編ドラマ、原題『귀신은 뭐하나』） - チョンドン役
- キャリアを引く女〜キャリーバッグいっぱいの恋（2016年）マ・ソグ役
- ヴァンパイア探偵（2016年）主役-ユン・サン役
- 適齢期わくわくロマンス（2017年）アン・ジュンヒ役
- 静かなる海（2021年、Netflix）
- 不可殺（2022年、tvN）
- 最愛の敵〜王たる宿命〜（2022年、KBS2TV）
- 7人の脱出（2023年、SBS） - ミン・ドヒョク役
- 7人の脱出 season2 -リベンジ-（2024年、SBS） - ミン・ドヒョク役

### 映画
- ニンジャ・アサシン（2008年ハリウッド映画） RAIN(ピ)演じる雷蔵の子供時代役
- ジャングルフィッシュ2劇場版（2010年）アン・バウ役
- ノミオとジュリエット（2011年） ノミオ役
- 俳優は俳優だ -  （2013年キムギドク監督）主役オ・ヨン役
- IRIS-アイリス2-（2013年） ユン・シヒョク役
- ソウル・ステーション/パンデミック（2015年）声優として出演
- 笛を吹く男（2015年） ナムス役
- LUCK-KEY ラッキー（2016年） 準主役-ジェソン役

### 出演バラエティ
- 2012年「우리 결혼했어요私たち結婚しました シーズン4」(オ・ヨンソとの仮想夫婦)
- 2012年　エムブラック「ハローベイビー」
- 2012年　エムブラック「アイドルマネージャー」
- 他多数

### ミュージックビデオ
- 2010年：カン・ミヨン(간미연) - 미쳐가 M/V
- 2011年：K.Will - 가슴이 뛴다(胸が躍る)、입이 떨어지지 않아서(言い出せなくて) M/V
- 2011年：キム・ヒョナ(김현아) - Bubble Pop! M/V出演
- 2014年：Ailee(에일리) - 노래가 늘었어(歌が上手になった) M/V
- 2017年：僕があたえたいのは（イジュンのソロシングル）

ラジオ
●韓国SBS放送『イジュンのヤングストリート』2019年12月20日～2021年5月2日

## 受賞歴
- 2014年　第1回野の花映画賞 新人賞受賞 "俳優は俳優だ"
- 2015年　APAN Star Awards